# Сент-Пол (округ Сан-Патрісіо, Техас)
Сент-Пол (англ. St. Paul) — переписна місцевість (CDP) в США, в окрузі Сан-Патрисіо штату Техас. Населення — 608 осіб (2020).

## Географія
Сент-Пол розташований за координатами 28°5′27″ пн. ш. 97°33′47″ зх. д. / 28.09083° пн. ш. 97.56306° зх. д. (28.090956, -97.563192).  За даними Бюро перепису населення США в 2010 році переписна місцевість мала площу 8,59 км², уся площа — суходіл.

## Демографія
Згідно з переписом 2010 року, у переписній місцевості мешкали 584 особи в 201 домогосподарстві у складі 158 родин. Густота населення становила 68 осіб/км².  Було 220 помешкань (26/км²).
Расовий склад населення:
| - 80,1 % — білих - 0,3 % — вихідців з тихоокеанських островів - 16,4 % — осіб інших рас |

До двох чи більше рас належало 3,1 %. Частка іспаномовних становила 71,6 % від усіх жителів.
За віковим діапазоном населення розподілялося таким чином: 25,7 % — особи молодші 18 років, 59,7 % — особи у віці 18—64 років, 14,6 % — особи у віці 65 років та старші. Медіана віку мешканця становила 39,5 року. На 100 осіб жіночої статі у переписній місцевості припадало 111,6 чоловіків;  на 100 жінок у віці від 18 років та старших — 113,8 чоловіків також старших 18 років.
За межею бідності перебувало 27,5 % осіб, у тому числі 18,5 % дітей у віці до 18 років та 81,1 % осіб у віці 65 років та старших.
Цивільне працевлаштоване населення становило 324 особи. Основні галузі зайнятості: будівництво — 25,6 %, освіта, охорона здоров'я та соціальна допомога — 16,7 %, публічна адміністрація — 16,0 %.